# Glasmühle
Glasmühle ist ein Gemeindeteil der Stadt Waldsassen im oberpfälzischen Landkreis Tirschenreuth.

## Geografie
Die Einöde Glasmühle liegt im Oberpfälzer Wald, nahe der Grenze zur Tschechischen Republik. Der Ort liegt drei Kilometer westlich von Waldsassen.

## Geschichte
Das bayerische Urkataster zeigt die Glasmühle in den 1810er Jahren als Einzelgehöft, das als stattlicher Vierseithof gebaut ist und am Nordufer des Glasmühlbaches liegt. Bis in die 1970er Jahre hinein hatte die Glasmühle zu der aus 18 Orten bestehenden Gemeinde Kondrau gehört. Als die Gemeinde Kondrau mit der bayerischen Gebietsreform ihre Selbstständigkeit verlor, wurde die Glasmühle zusammen mit den Gemeindeteilen Glaswies, Groppenheim, Kondrau, Netzstahl und Wolfsbühl in die Stadt Waldsassen eingegliedert.
| Jahr          | 001900 | 001925 | 001950 | 001961 | 001970 | 001987 |
| Einwohnerzahl | 7      | 7      | 4      | 3      | 3      | 2      |